# Landesregierung und Stadtsenat Ludwig I
Landesregierung und Stadtsenat Ludwig I fasst zwei verfassungsmäßig nicht identische Wiener Institutionen zusammen: den Wiener Stadtsenat und die Wiener Landesregierung der 20. Wahlperiode. Die Wahl erfolgte am 24. Mai 2018 im Wiener Gemeinderat. Michael Ludwig folgte Michael Häupl als Wiener Bürgermeister und Landeshauptmann nach und wurde am 29. Mai 2018 von Bundespräsident Alexander Van der Bellen als Landeshauptmann angelobt. Das Gremium amtierte nach der Wahl vom 11. Oktober 2020 bis zum 24. November 2020; an diesem Tag wurden Landesregierung und Stadtsenat Ludwig II gewählt.

## Geschichte
Im Rahmen eines außerordentlichen Landesparteitags der SPÖ Wien am 27. Jänner 2018 kandidierten Andreas Schieder und Michael Ludwig für die Funktion als Landesparteiobmann der Wiener SPÖ, die Wahl konnte Ludwig mit 57 Prozent der Delegiertenstimmen für sich entscheiden.
Am 4. April 2018 gab Sandra Frauenberger ihren Rücktritt als Stadträtin mit 24. Mai 2018 bekannt. Kulturstadtrat Andreas Mailath-Pokorny gab am 12. April 2018 sein Ausscheiden aus der Wiener Stadtregierung bekannt. Außerdem kündigte am 24. April 2018 Christian Oxonitsch seinen Rücktritt als SPÖ-Klubobmann an.
Am 14. Mai 2018 wurde das neue SPÖ-Regierungsteam präsentiert: Peter Hanke folgte Renate Brauner als Finanzstadtrat und Peter Hacker Sandra Frauenberger als Gesundheits- und Sozialstadtrat nach. Als Nachfolgerin von Andreas Mailath-Pokorny wurde Veronica Kaup-Hasler Kulturstadträtin. Die Wohnbau-Agenden übernahm Kathrin Gaál von Michael Ludwig. In ihrer bisherigen Funktion blieben die SPÖ-Stadträte Jürgen Czernohorszky und Ulli Sima.
Am 24. Mai 2018 wurde Michael Ludwig mit 56 von 99 gültigen Stimmen zum Bürgermeister gewählt. Veronica Kaup-Hasler erhielt 63 Stimmen, Peter Hanke 59 Stimmen, Peter Hacker 54 Stimmen und Kathrin Gaál 56 Stimmen.
Ernst Woller folgte Harry Kopietz am 25. Mai 2018 als Landtagspräsident nach. Der Presse- und Informationsdienst (PID) der Stadt Wien fiel in die Zuständigkeit von Stadtrat Peter Hanke, die Sportagenden übernahm Peter Hacker, das Frauenressort Kathrin Gaál.
Bürgermeister Ludwig wurde fünf Tage später, am 29. Mai 2018, vom Bundespräsidenten als Landeshauptmann von Wien angelobt.
Am 2. September 2018 kündigte Maria Vassilakou an, ihre politischen Ämter längstens bis Mitte 2019 ausüben zu wollen. Im Februar 2019 wurde bekanntgegeben, dass Birgit Hebein das Amt der Vizebürgermeisterin und Verkehrsstadträtin Ende Juni 2019 übernehmen soll.
Am 28. März 2019 wurde Ulrike Nittmann (FPÖ) zur nicht amtsführenden Stadträtin gewählt. Sie folgte Eduard Schock nach, der in das Direktorium der Nationalbank berufen worden war.

## Mitglieder von Stadtsenat und Landesregierung
| Amt                                                                          | Bild | Name                 | Partei | Partei                           | Zuständigkeitsbereiche |
| ---------------------------------------------------------------------------- | ---- | -------------------- | ------ | -------------------------------- | --- |
| Landeshauptmann Bürgermeister                                                |      | Michael Ludwig       |        | SPÖ                              | |
| Landeshauptmann-Stellvertreter Vizebürgermeister Stadtrat                    |      | Dominik Nepp         |        | FPÖ                              | ohne Ressort |
| Landeshauptmann-Stellvertreterin Vizebürgermeisterin Amtsführende Stadträtin |      | Birgit Hebein        |        | Grüne                            | Stadtentwicklung, Verkehr, Klimaschutz, Energieplanung und Bürgerbeteiligung seit 26. Juni 2019, Nachfolgerin von Maria Vassilakou |
| Amtsführender Stadtrat                                                       |      | Jürgen Czernohorszky |        | SPÖ                              | Bildung, Integration, Jugend und Personal                                                                                          |
| Amtsführende Stadträtin                                                      |      | Kathrin Gaál         |        | SPÖ                              | Wohnen, Wohnbau, Stadterneuerung und Frauen                                                                                        |
| Amtsführender Stadtrat                                                       |      | Peter Hacker         |        | SPÖ                              | Soziales, Gesundheit und Sport |
| Amtsführender Stadtrat                                                       |      | Peter Hanke          |        | SPÖ                              | Finanzen, Wirtschaft, Digitalisierung und Internationales                                                                          |
| Amtsführende Stadträtin                                                      |      | Veronica Kaup-Hasler |        | parteilos, von der SPÖ nominiert | Kultur und Wissenschaft |
| Amtsführende Stadträtin                                                      |      | Ulli Sima            |        | SPÖ                              | Umwelt und Wiener Stadtwerke |
| Stadtrat                                                                     |      | Maximilian Krauss    |        | FPÖ                              | ohne Ressort |
| Stadträtin                                                                   |      | Ulrike Nittmann      |        | FPÖ                              | ohne Ressort; seit 28. März 2019, Nachfolgerin von Eduard Schock                                                                   |
| Stadträtin                                                                   |      | Ursula Stenzel       |        | FPÖ                              | ohne Ressort |
| Stadtrat                                                                     |      | Markus Wölbitsch     |        | ÖVP                              | ohne Ressort |
| Vorzeitig ausgeschiedene Mitglieder der Landesregierung                      |      |                      |        |                                  | |
| Landeshauptmann-Stellvertreterin Vizebürgermeisterin Amtsführende Stadträtin |      | Maria Vassilakou     |        | Grüne                            | Stadtentwicklung, Verkehr, Klimaschutz, Energieplanung und Bürgerbeteiligung bis 26. Juni 2019, Nachfolgerin Birgit Hebein         |
| Stadtrat                                                                     |      | Eduard Schock        |        | FPÖ                              | ohne Ressort; bis 28. März 2019, Nachfolgerin Ulrike Nittmann                                                                      |